# Egyptische ichneumon
De Egyptische ichneumon (Herpestes ichneumon), ook wel Egyptische mangoest, faraorat, grijze ichneumon of gewone ichneumon genoemd, is een roofdier uit de familie der mangoesten (Herpestidae). De wetenschappelijke naam van de soort werd als Viverra ichneumon in 1758 gepubliceerd door Carl Linnaeus. Dit diertje staat bekend als een echte slangendoder. Hij is immuun voor slangengif.

## Beschrijving
De ichneumon heeft een grijsbruine vacht, een lange, brede staart, die eindigt in een zwart kwastje, en kleine, brede oren. De poten zijn vaak verborgen onder de dikke, lange vacht. Dit zorgt ervoor dat de ichneumon slangachtig over kan komen. De ichneumon wordt 45 tot 60 centimeter lang, met een staart van 33 tot 54 centimeter. Hij weegt 2,2 tot 4,1 kilogram. Het is een zeer speels dier.

## Voedsel
De naam ichneumon komt uit het Grieks, en betekent "spoorzoeker". Hij loopt vaak met zijn kop naar de grond, waarschijnlijk een geur achterna. Soms loopt een hele familiegroep in een lange rij achter elkaar aan. Het dier is voornamelijk overdag actief. Dan jaagt hij op konijnen, knaagdieren, vogels, ongewervelden als insecten en krabben, slangen en andere reptielen,  en kikkers. Ook eet hij aas en vogeleieren.
Hij breekt een ei door het met zijn voorpoten vast te houden en tegen een steen aan te slaan. Hij heeft meerdere jachttechnieken, en past deze ook regelmatig aan de situatie aan. De ichneumon kan razendsnel toeslaan, en graaft ondergrondse prooien gemakkelijk uit met zijn voorpoten. Zijn snelheid en wendbaarheid zijn een voordeel bij gevaarlijke prooidieren als gifslangen. Ook vogels weet hij zo te grijpen.

## Verspreiding en leefgebied
De ichneumon komt in bijna geheel Afrika voor, alsmede in Madagaskar, Israël, Portugal en Zuid-Spanje, waar hij is geïntroduceerd. De soort ontbreekt in woestijnen als de Sahara, de Kalahari en de Namib-woestijn, evenals in dicht woud. De soort komt vooral voor in grasvlaktes in de nabijheid van water: van uiterwaarden en riviervalleien tot meeroevers en zeekusten. De mangoest is een goede zwemmer. Ook komt hij veelvuldig voor in vochtige savannes en open plekken in het bos. In Spanje komt hij voor op heidegronden, struweel in rotsachtige gebieden en akkergrond.

## Sociaal gedrag
De ichneumon leeft solitair, maar geregeld worden groepen aangetroffen. Dit zijn meestal een vrouwtje (soms twee) met haar huidige nest en de jongen van het vorige nest. Deze jongen blijven vaak nog bij moeder na de geboorte van de volgende worp, totdat ze een jaar oud zijn. De jongen uit het eerste nest helpen mee met de zorg voor de jongen uit het tweede nest. Deze groepjes worden soms vergezeld door een volwassen onverwant mannetje, die zich af en toe bij de groep aansluit. Dit mannetje jaagt wel de mannelijke jongen uit de eerste worp uit de groep.

## Voortplanting
Na een draagtijd van 84 dagen worden 2 tot 4 blinde jongen geboren in een nest of in kreupelhout. Na 3 weken gaan de oogjes open, en na een maand eten de jonge mangoesten hun eerste vaste voedsel. Als de jongen vier maanden zijn, kunnen ze voor zichzelf zorgen. Een vrouwtje heeft gewoonlijk één worp per jaar, maar als er voldoende voedsel aanwezig is, kan de mangoest nog een worp krijgen. Alleen in zulke jaren helpen de oudere jongen mee met de zorg voor het tweede nest. De ichneumon kan 20 jaar oud worden in gevangenschap.

## Het Oude Egypte
De oude Egyptenaren beschouwden de ichneumon als een heilig dier, en tekeningen van ichneumons staan op tempelmuren afgebeeld. Sommige van deze tekeningen zijn 3000 jaar oud. Hieraan dankt het dier zijn bijnaam faraorat.